# Yankee Stadium (1923)
Yankee Stadium was van 1923 tot 2008 het honkbalstadion van de New York Yankees uitkomend in de Major League Baseball.
Het stadion met de bijnaam The House That Ruth Built opende zijn deuren op 18 april 1923 en was gelegen in het New Yorkse stadsdeel The Bronx. Van 30 september 1973 tot april 1976 werd het stadion voor 167 miljoen dollar gerenoveerd. Tijden de renovatie (in 1974 en 1975), speelden de Yankees hun thuiswedstrijden in Shea Stadium van stadgenoot New York Mets. Op 15 april 1976 werd het stadion heropend. In april 2009 werd een nieuw stadion met dezelfde naam geopend pal naast het oude, dat vervolgens werd gesloopt om plaats te maken voor een park met de naam Heritage Field. De sloop werd voltooid in mei 2010.
De jaarlijkse Major League Baseball All-Star Game werd in 1939, 1960, 1977 en in 2008 (het laatste seizoen in het stadion) gehouden.

## Feiten
- Geopend: 18 april 1923
- Ondergrond: Gras
- Constructiekosten: 2,4 miljoen US $ / Renovatiekosten 1973 - 1976: 167 miljoen US $
- Architect(en): Osborn Engineering / Renovatie 1973 - 1976: Praeger - Kavanaugh - Waterbury
- Bouwer: White Construction Company Inc.
- Capaciteit: 57.545
- Adres: East 161st Street & River Avenue, Bronx, NY 10451 (U.S.A.)

## Veldafmetingen honkbal
- Left Field: 318 feet (97 meter)
- Left Center: 399 feet (121,6 meter)
- Center Field: 408 feet (124,4 meter)
- Right Center: 385 feet (117,3 meter)
- Right Field: 314 feet (95,7 meter)
- Backstop: 84 feet (25,6 meter)